# Concha Velasco
Concepción Velasco Varona, conosciuta come Concha Velasco o Conchita Velasco (Valladolid, 29 novembre 1939 – Majadahonda, 2 dicembre 2023), è stata un'attrice, cantante, ballerina e conduttrice televisiva spagnola.

## Biografia
Nata a Valladolid, studiò danza classica e danza tradizionale spagnola presso il Conservatorio Nacional di Madrid dai 10 ai 20 anni. Iniziò la sua carriera professionale come ballerina presso il Corpo di Ballo dell'Opera di La Coruña e come "bailaora" di flamenco nella compagnia di Manolo Caracol.
Esordì nel cinema già a 15 anni: dopo aver interpretato parti secondarie divenne attrice protagonista alla fine degli anni cinquanta recitando nelle pellicole Muchachas en vacaciones (1957) e Las chicas de la Cruz Roja (1958). Ottiene un grande success anche in coppia con l'attore Tony Leblanc con il quale girò ben 6 film.
Nella pellicola Historias de la televisión (1965) interpretò la canzone La chica yé-yé che diventerà il suo soprannome e le aprirà anche una fortunata carriera di cantante. Creò un'immagine di ragazza moderna che ascolta la musica rock e che guarda al futuro, in contrasto con la bellezza spagnola legata alla tradizione popolare.
Nel decennio successivo continuò ad avere grande successo cinematografico e contemporaneamente partecipò a diversi spettacoli teatrali e programmi televisivi. Con gli anni settanta e il periodo della transizione interpretò ruoli più maturi e drammatici ottenendo anche la candidatura al Premio Goya per i film Esquillace e Más allá del jardín.
Lavorò anche in televisione, sia in serie o miniserie di successo come Herederos e Las chicas de oro sia in programmi legati alla memoria del cinema come Cine de barrio.
Nel 2011 le venne dedicata una stella con il suo nome nel Paseo de la Fama de Madrid, equivalente spagnolo della Hollywood Walk of Fame.
Nel 2013 l'accademia del cinema spagnolo le assegnò il premio Goya de Honor per la sua longeva e importante carriera artistica.
Nel 2017 acquisì notorietà anche fuori dalla Spagna interpretando Doña Carmen de Cifuentes nella serie tv Las chicas del cable.
Morì all'età di 84 anni il 2 dicembre 2023 presso l'ospedale Puerta de Hierro di Majadahonda, a causa di un linfoma diagnosticatole nell'aprile 2014.

## Vita privata
Ebbe due figli maschi: il primo nacque da una relazione giovanile, il secondo dal matrimonio con Paco Marsó, dal quale divorziò nel 2005.

## Filmografia parziale
- La fierecilla domada (1956)
- Los maridos no cenan en casa (1956)
- Muchachas de vacaciones (1957)
- Las chicas de la Cruz Roja (1958)
- El día de los enamorados (1959)
- Los tramposos (1959)
- Crimen para recién casados (1959)
- Amor bajo cero (1960)
- Martes y trece (1961)
- La boda era a las doce (1963)
- La verbena de la Paloma (1963)
- Casi un caballero (1964)
- Viaje de novios a la italiana (1965)
- Historias de la televisión (1965)
- El arte de casarse (1966)
- El arte de no casarse (1966)
- Las que tienen que servir (1967)
- Los que tocan el piano (1968)
- Relaciones casi públicas (1968)
- Una vez al año, ser hippy no hace daño (1968)
- Matrimonios separados (1969)
- Cuatro noches de boda (1969)
- Venta por pisos (1972)
- La decente (1974)
- Tormento (1974)
- Pim, pam, pum... ¡fuego! (1975)
- Le lunghe vacanze del '36, regia di Jaime Camino (1976)
- Ernesto, regia di Salvatore Samperi (1978)
- L'alveare (1982)
- Teresa de Jesús (1984)
- La hora bruja (1985)
- Esquilache (1989)
- Más allá del jardín (1996)
- París Tombuctú (1999)
- Cupido in vena di scherzi (Km. 0), regia di Yolanda García Serrano e Juan Luis Iborra (2000)
- Los pasos perdidos (2001)
- El oro de Moscú (2002)
- Bienvenido a casa (2005)
- Chuecatown (2007)
- Enloquecidas (2008)
- Rabia (2010)
- La daga de Rasputín (2011)
- Grand Hotel - Intrighi e passioni (Gran Hotel) – serial TV (2011-2013)
- Le ragazze del centralino (Las chicas del cable) (2017-2020)
- Possession - L'appartamento del diavolo (Malasaña 32), regia di Albert Pintó (2020)

## Discografia
- Chica ye ye (1965)
- Perdida (1966)
- Amores perdidos (1969)
- Magia (1971)
- Peligro (1973)
- Soy como soy (1981)
- Vive (1983)
- ¡Mamá, quiero ser artista! (1986)
- Dos (1991)
- Equivocada (1997)
- Fuego (2001)

## Doppiatrici italiane
Nelle versioni in italiano dei suoi film, Concha Velasco è stata doppiata da:
- Melina Martello in Possession - L'appartamento del diavolo
- Angiola Baggi in Grand Hotel - Intrighi e passioni
- Graziella Polesinanti in Le ragazze del centralino